# Буцинский, Пётр Никитич
Пётр Ники́тич Буци́нский (24 декабря 1853 [5 января 1854], Донецкая Семица, Курская губерния — 31 октября [13 ноября] 1916, Мерефа, Харьковская губерния) — русский историк-архивист, исследователь Сибири. Ординарный профессор Харьковского университета (1893—1913 годы), доктор русской истории, действительный статский советник.
Правый публицист, один из учредителей Харьковского отдела «Русского собрания» (1903), член Харьковского «Национального русского союза» (1908 год).

## Биография
Родился в семье приходского священника. Окончил Обоянское духовное училище, затем Белгородскую духовную семинарию, наконец, историко-филологический факультет Императорского Харьковского университета в звании кандидата (1879 год). С 1880 года преподаватель 1-го Харьковского реального училища.
По рекомендации В. К. Надлера оставлен при университете стипендиатом для приготовления к профессорскому званию. В 1881 году находился в командировке в московских архивах, в следующем году издал магистерскую диссертацию «О Богдане Хмельницком». Диссертация содержала некоторые нелестные для Б. Хмельницкого выводы. Несмотря на положительные отзывы Н. И. Костомарова и В. Б. Антоновича, на историко-филологическом факультете Харьковского университета перевесом в один голос 21 января 1883 года она признана неудовлетворительной и не была допущена к защите. После этого В. Б. Антонович помог защитить диссертацию в Киевском Императорском университете св. Владимира.
С 1884 года доцент Харьковского университета по кафедре русской истории, с 1885 года экстраординарный профессор, с 1893 года ординарный профессор. За работу «Заселение Сибири и быт первых её насельников» (1889 год) Киевский университет удостаивает Буцинского звания доктора русской истории (защита диссертации в родном Харьковском университете вновь оказалась невозможной).
В 1903 году выступил одним из учредителей Харьковского отдела «Русского Собрания», одно время исполнял там обязанности товарища председателя. В 1912 году историко-филологический факультет Харьковского университета торжественно отметил 30-летие научной деятельности профессора. В следующем году Буцинский вышел в отставку и поселился в Мерефе под Харьковом, где и скончался.

## Научное творчество
Уже студенческое сочинение Буцинского «Разбор предания о дружбе и переписке ап. Павла с Сенекою» было отмечено университетом среди учёных работ студентов, как «наиболее достойных упоминания или отличных» за 1877 год.
Кандидатское сочинение (1879 год) называлось «Кое-что о роли Богдана Хмельницкого в борьбе казаков за независимость и веру отцов», тему Богдана Хмельницкого учёный продолжил и в своей магистерской диссертации (1882 год). Заслугой диссертации стало первое полное обращение к материалам польской «Метрики Коронной», хранившейся в Московском главном архиве Министерства иностранных дел (МГАМИД). Открывшиеся документы сформировали отрицательное отношение автора к своему герою:

В политическом отношении Богдан Хмельницкий также поставил своё отечество в такое положение, из которого оно не могло выйти благополучно: он сделал Украйну яблоком раздора, театром войны между соседними державами.

В докторской диссертации «Заселение Сибири и быт первых её насельников» (1889 год) Буцинский вновь продемонстрировал умение работать с архивами. Будущий академик А. Н. Пыпин в своём отзыве отметил, что работа «является давно желательным началом разработки сибирской истории по документальным архивным материалам». Императорская Академия наук удостоила сочинение в 1890 году премии имени А. М. Сибирякова, которая присуждалась раз в три года за лучшее историческое сочинение о Сибири.
Тема истории Сибири продолжена и в дальнейших работах профессора: «Открытие Тобольской епархии и первый Тобольский архиепископ Киприан» (1890 год), «Сибирские архиепископы: Макарий, Нектарий, Герасим (1625 г.—1650 г.)» (1891 год), «Крещение остяков и вогулов при Петре Великом» (1893 год), «К истории Сибири» (1893 год). Впоследствии неудобство поездок в архивы Москвы подвигло Буцинского отойти от данной темы.
Учёный также имел известность в качестве публициста. Он сотрудничал с газетами «Южный край» и «Харьковские губернские ведомости», философско-богословский журналом «Вера и разум», издававшимся Харьковской духовной семинарией. В силу неприятия консервативных взглядов Буцинского со стороны либеральной интеллигенции множество его статей подписывались псевдонимами («П. Б.» и «Т. К.Ц.»).

### Список произведений
- О Богдане Хмельницком. — Харьков: Тип. М. Зильберберга, 1882. — 240 с.
- Заселение Сибири и быт первых её насельников. — Харьков: Тип. Губернского Правления, 1889. — IV, 345 с.
  -  — М.: Вече, 2012. — 320 с. — (Моя Сибирь). — ISBN 978-5-4444-0225-2.
- Открытие Тобольской епархии и первый Тобольский архиепископ Киприан // Вера и разум : журнал. — Харьков: Тип. Губ. Правления, 1890. — № 21.
- Сибирские архиепископы: Макарий, Нектарий, Герасим (1625 г.—1650 г.) // Вера и разум : журнал. — Харьков: Тип. Губ. Правления, 1891. — Т. I, № 7. — С. 401—427.
- Сибирские архиепископы: Макарий, Нектарий, Герасим (1625 г.—1650 г.). Окончание // Вера и разум : журнал. — Харьков: Тип. Губ. Правления, 1891. — Т. I, № 10. — С. 577—616.
- К истории Сибири // Записки Императорского Харьковского университета : журнал. — Харьков, 1893.
  - Мангазея и мангазейский уезд (1601 г.—1645 г.). — Вып. I. — С. 33—98.
  - Сургут и Сургутский уезд (1594 г.—1645 г.). — Вып. II. — С. 57—72.
  - Нарым и Нарымский уезд (1598—1645 гг.). — Вып. II. — С. 72—80.
  - Кетск и Кетский уезд (1602—1654 г.). — Вып. II. — С. 80—84.